# Birgitta Hammar
Gurly Birgitta Maria Elisabeth Hammar, född Lovén 29 februari 1912 i Stockholm, död 17 juni 2011, var en svensk översättare.
Hon kom från en kulturell familj; farfars far Nils Lovén var präst och Danteöversättare, fadern Christian Lovén i många år ordförande i Kungliga Dramatiska Teaterns och Kungliga Teaterns (Operans) styrelser. Hammar tog studentexamen vid Lyceum för flickor 1931 och studerade sedan franska i Paris under ett år. Hemkommen läste hon romanska språk vid Stockholms högskola och var sedan under fem års tid redaktionsbiträde på veckotidningen Nu. En av arbetsuppgifterna var att översatta artiklar till tidskriften. Hon gifte sig 1936 med Albert Hammar och 1938 föddes det första av tre barn.
Hammar var en flitig översättare med omkring 170 översättningar på sin meritlista, främst från engelska men även i mindre utsträckning från tyska, danska, franska och norska. Mest känd var hon för sina översättningar av P.G. Wodehouses böcker. En dödsruna över henne av Sven Sahlin, ordförande i Svenska Wodehousesällskapet, och Johan Hakelius, preses i Wodehouseakademien, trycktes i Svenska Dagbladet den 28 juni 2011.
Hon var fackligt aktiv i Svenska Översättarförbundet och 1955–1963 och 1965–1967 medlem av förbundets styrelse. Hon var vidare sekreterare i styrelserna för Grafiska Institutet och Institutet för högre reklam- och kommunikationsutbildning (IHR) från 1964.

## Översättningar (urval)
- Vicki Baum: Den stora realisationen (Der grosse Ausverkauf) (Bonnier, 1939)
- Edna Ferber: Högt spel i Saratoga (Saratoga trunk) (Bonnier, 1942)
- Christopher Isherwood: Violen från Pratern (Prater violet) (Bonnier, 1946)
- Jerome K. Jerome: Tre män i en båt (Three men in a boat) (Forum, 1946)
- Beatrix Potter: Sagan om Pelle Kanin (The tale of Peter Rabbit) (Bonnier, 1948)
- J. D. Salinger: Räddaren i nöden (The Catcher in the Rye) (Bonnier, 1953)
- Katherine Mansfield: Preludium och andra noveller (Prelude) (Forum, 1954)
- Truman Capote: Frukost på Tiffany's: en kort roman och tre noveller (Breakfast at Tiffany's) (Bonnier, 1960)

## Priser och utmärkelser
- 1959 – Svenska Akademiens översättarpris
- 1959 – Boklotteriets stipendiat
- 1965 – Sveriges författarfonds översättarpremium för belöning av litterär förtjänst
- 1974 – Sveriges författarfonds översättarpremium för belöning av litterär förtjänst
- 1992 – Elsa Thulins översättarpris